# 满洲重工业开发
满洲重工业开发株式会社（简称满业）是一家受满洲国政府和日本关东军监督的公司。该公司根据1937年12月20日（康德4年）公布的《满洲重工业开发株式会社管理法》设立，1945年日本投降后结业。满业对满洲国的钢铁、轻金属、煤炭、其他重工业和军工生产进行“支配性投资和经营指导”。总部位于新京东拓大楼，是一家国策会社。

## 历史
1936年秋，日本债券市场萧条。满铁作为满洲工业建设投资主渠道，从日本市场募集公司债已发生困难。关东军决定该部满洲国成立之初“不许财阀进入”，从“一业一公司”转向允许日本各财阀直接投资的“一业多公司”，另找合作伙伴。满洲产业开发五年计划以满铁日满财政研究会的方案为基础，经过关东军、满洲国政府、满铁相关者在1936年10月的协商而具体化。应邀访问满洲的新兴财阀日本产业株式会社（简称“日产”）总裁鲇川义介对“开发满洲”十分积极，对满洲产业开发五年计划提出了一系列意见，在《满洲现地视察报告》中主张改变“一业一公司”体制，实行从钢铁、煤炭等基础工业到汽车、飞机等其他制造工业、军需工业一套龙综合经营的设想，受到关东军的赞赏。鲇川义介乘机提出整个日本产业株式会社移驻东北，接管满洲重工业的综合经营并对其资产和分红予以保证，得到陆军省的赞同。1937年1月，以关东军《满洲产业开发五年计划纲要》的形式确定下来，并自1937年4月起开始实施。
1937年10月22日日本内阁开会批准了关东军拟定的《满洲重工业会社确立纲要》。1937年11月20日日本产业株式会社召开股东大会通过了将总部迁到满洲的决定。总部的地点设在新京的满铁附属地的满蒙旅馆。11月27日日本产业株式会社正式改称“满洲重工业开发株式会社”，鲇川义介任总裁，冯涵清为副总裁。
1937年12月20日满洲国政府公布了《满洲重工业开发株式会社管理法》，明确“满业”对钢铁、轻金属、飞机、汽车、煤炭、金、铅、铜及其他矿业进行投资并指导经营；创办资金为四亿五千万日元，由鲇川的日产康采恩及满洲国政府各出资一半而成；满洲国政府保证日产财阀的资本每年至少六分红利兜底。原由满铁和满洲国政府管辖的重工业强行收归该社管理。满铁的庞大产业除保留铁路运输、抚顺采煤炼油之外及昭和制钢所保留45%股份外，其余全部由满洲国政府收购作为对“满业”的投资。
由于受中日战争和对美关系的影响，1940年左右关东军对满炭所属煤矿分离独立经营，把昭和制钢所、本溪湖煤铁公司、东边道开发株式会社合并为满洲制铁公司企图一元化解决钢铁原料问题。
1941年关系会社56个，其中直接投资的会社18个，投资额达13.6亿日元。资产为17.42亿元，收齐了4.5亿元的额定资本。
1943年12月鲇川义介辞任总裁。末任总裁为高崎达之助。至1944年总资产为28.63亿日元，是日本经营海外殖民地最大、最重要的会社。

## 下属企业的后续[來源請求]
- 鞍山钢铁公司： 建于1916年，原名 株式会社鞍山制铁所
- 沈阳飞机公司：建于 1932年，原名 滿洲飛行機製造株式會社
- 本溪钢铁公司：建于 1910年 ，原名本溪湖煤铁有限公司
- 撫順鋼廠：建于 1937年，原名 南满铁道株式会社抚顺炭矿制铁工场
- 通化钢铁公司：建于1938年，原名 东边道开发株式会社
- 大连钢厂 ：建于1905 ，原名大华电器冶金公司
- 沈阳轧钢厂：建于 1933 年，原名中山钢业所
- 沈阳线材厂 ：建于1935 年，原名正冈制钢所
- 大连轧钢厂：建于 1938年，原名 鸟羽实洋行
- 抚顺红透山铜矿 ：建于1931年，原名 清原铜矿
- 青城子铅矿 ：建于1908年，原名 满洲矿山株式会社青城子矿业所
- 杨家杖子矿务局：建于 1899 年，原名满洲铅锌株式会社
- 沈阳冶炼厂 ：建于1936年，原名 满洲矿业开发株式会社
- 抚顺铝厂：建于 1938年，原名 满洲轻金属制造株式会社抚顺工场
- 葫芦岛锌厂 ：建于1935年，原名 满洲矿山株式会社葫芦岛炼制所
- 锦州铁合金厂：建于 1940年，原名 满洲特殊铁矿株式会社
- 大连耐火材料厂 ：建于1905 年，原名日本大阪窑业株式会社大连工场
- 沈阳重型机械厂：建于 1937 年，原名满洲住友金属株式会社奉天工厂
- 大连重型机械厂 ：建于1914 年，原名大连铁工场
- 沈阳矿山机械厂 ：建于1921年，原名 大亨公司铁工厂
- 鞍山矿山机械厂 ：建于1940 年，原名信昌制镔铁工所
- 抚顺挖掘机厂：建于 1904 年
- 沈阳水泵厂：建于 1932 年，原名合资会社满洲工作所
- 本溪水泵厂： 建于1932年，原名 福间铁工厂
- 沈阳潜水泵厂：建于 1937年，原名 兴奉铁工厂
- 沈阳鼓风机厂 ：建于1934 年，原名日满钢材株式会社
- 沈阳风动工具厂 ：建于1937 年，原名满洲金属株式会社
- 沈阳气体压缩机厂 ：建于1938年，原名 富士电机株式会社
- 大连冷冻机厂 ：建于1930年
- 沈阳高中压阀门厂 ：建于1938 年，原名大陆机械工业株式会社
- 瓦房店轴承厂：建于 1938年，原名 满洲轴承制造株式会社
- 沈阳标准件厂 ：建于1939 年，原名大阪精机工业所
- 沈阳第一机床厂：建于 1935 年，原名满洲三菱机器株式会社
- 沈阳中捷友谊厂 ：建于1939 年，原名满洲工作机械株式会社
- 沈阳第三机床厂：建于 1933年，原名 前田铁工所
- 大连机床厂 ：建于1935年，原名 政纪铁工厂
- 沈阳锻压机床厂 ：建于1939 年，原名东洋金属机工株式会社
- 大连机车车辆厂：建于 1901 年，原名南满洲铁道株式会社沙河口工厂
- 沈阳机车车辆厂 ：建于1925 年，原名株式会社满洲铁道车辆
- 大连造船厂：建于 1898年，原名 川崎造船关东州工厂
- 大连渔轮厂 ：建于1907年，原名 西森造船所
- 沈阳汽车工业公司：建于 1929年
- 沈阳齿轮厂 ：原名满洲计器株式会社
- 沈阳电缆厂 ：建于1937年，原名 满洲电线株式会社
- 沈阳变压器厂 ：建于1938 年，原名株式会社满洲日立制作所
- 沈阳高压开关厂 ：建于1937年，原名 东京芝浦电气株式会社奉天制作所
- 沈阳低压开关厂：建于 1936 年，原名满洲通信机株式会社
- 大连化学工业公司：建于 1933 年，原名满洲化学工业株式会社
- 沈阳化工厂 ：建于1938 年，原名南满铁道株式会社润滑油工场
- 锦西化工总厂 ：建于1939 年，原名陆军燃料厂第二制造所
- 沈阳第四橡胶厂 ：建于1937 年，原名满洲藤仓工业株式会社
- 沈阳第三橡胶厂：建于 1937年，原名 满洲凑阳护膜株式会社
- 辽宁轮胎厂 ：建于1932年，原名 大利胶皮工场
- 沈阳橡胶机械厂：建于 1938年，原名 政记铁工厂
- 大连橡胶厂 ：建于1921 年，原名协胜胶皮工厂
- 沈阳油漆厂 ：建于1933 年。原名满洲神东、大日本NIPPON、关西等
- 大连染料厂：建于 1919年，原名 大和染料株式会社
- 抚顺化工厂：建于 1908 年，原名抚顺化学工业所
- 沈阳农药厂：建于 1941 年，原名日产化学株式会社
- 大连油脂化工厂：建于 1913年，原名 满洲油脂株式会社大连油脂工厂
- 皮窝子化工厂：建于 1905年，原名 日本株式会社关东州分社皮窝子出张所
- 国营华丰化工厂：建于 1929年，原名 南满火工品株式会社抚顺制造所
- 金州重型机器厂 ：原名满洲重机株式会社金州工厂
- 锦西化工机械厂 ：建于1939 年，原名日本陆军满洲燃料厂机械工场
- 金州纺织厂：建于 1922 年，原名内外棉株式会社金州工厂
- 瓦房店纺织厂：建于 1937 年，原名满洲制系株式会社
- 沈阳第二毛纺厂 ：建于1921年，原名 满蒙毛织株式会社
- 丹东化学纤维工业公司 ：建于1939年，原名 东洋人纤株式会社安东工场
- 丹东毛绢纺织厂 ：建于1917 年，原名满洲纺织株式会社安东工厂
- 沈阳经编厂：建于 1938 年，原名康德制棉株式会社
- 沈阳纺织厂：建于 1921 年，原名奉天纺纱厂
- 沈阳第二绒织厂 ：建于1935 年，原名奉天纯益缫丝公司
- 大连纺织厂 ：建于1923 年，原名满洲福纺织株式会社
- 锦州纺织厂 ：建于1939年，原名 东棉纺织株式会社
- 营口纺织厂 ：建于1934 年，原名营口纺织株式会社
- 沈阳色织染整厂：建于 1941年，原名 满洲住江织物株式会社
- 熊岳印染厂 ：建于1938 年，原名满洲内外棉株式会社熊岳工厂
- 大连针织厂：建于 1942年，原名 秋月美丽亚司
- 铁岭市色织总厂 ：建于1920 年，原名火力纺织厂
- 沈阳第一毛纺厂：建于 1918年，原名 满蒙毛织株式会社奉天工厂
- 大连麻纺织厂 ：建于1917 年，原名满洲制麻株式会社
- 大连玻璃厂：建于 1922 年，原名昌光硝子株式会社大连工场
- 沈阳玻璃厂 ：建于1937年，原名 昌光硝子株式会社奉天工场
- 金州石棉矿 ：建于1912 年，原名日本石棉株式会社关东州采矿所
- 海城滑石矿 ：建于1918年，原名 满洲滑石株式会社
- 鞍山矿渣砖厂：建于 1938年，原名 日本株式会社福昌炼瓦工场
- 抚顺市红砖一厂 ：建于1932 年，原名抚顺窑业株式会社老虎台工场
- 沈阳新型建材总厂 ：建于1937 年，原名浅野石棉瓦株式会社奉天工场
- 东北耐火材料 厂 ：建于1928
- 铁岭水泥纸袋厂：建于 1939 年，原名铁岭日满制袋工业株式会社
- 沈阳造纸厂：建于 1936，原名 满洲纸工株式会社
- 沈阳纸板厂 ：建于1939 年，原名满洲制纸株式会社
- 丹东造纸厂 ：建于1919年，原名 王子制纸株式会社
- 金城造纸厂 ：建于1939年，原名 锦州巴尔布株式会社
- 营口造纸厂：建于 1936年
- 抚顺造纸厂：建于 1930 年，原名抚顺造纸株式会社
- 辽阳工业纸板厂 ：原名满洲林产化学株式会社辽阳工场
- 新华印刷厂：建于 1937 年，原名新大陆印刷株式会社
- 丹东印刷厂：建于 1910年，原名 诚文信印刷厂
- 沈阳味精厂：建于 1937 年，原名满洲农产化学工业株式会社奉天工场
- 沈阳卷烟厂：建于 1909年，原名 东亚烟公司
- 营口卷烟厂：建于 1909年 ，原名东亚烟公司
- 沈阳市酿酒厂： 1936 年，原名满洲亚细亚麦酒株式会社
- 大连酿酒厂 ：建于1934 年，原名内野酿造所
- 沈阳雪花啤酒厂 ：建于1934 年，原名满洲麒麟麦酒株式会社
- 大连渤海啤酒厂：建于 1917年
- 营口罐头厂 ：建于1928年
- 营口盐场：建于 1931 年，原名营盖盐业株式会社
- 营口盐化厂：建于 1937年，原名 南满轻金属株式会社
- 沈阳自行车厂：建于 1936年，原名 昌和制造所
- 锦州陶瓷厂：原名 锦州陶瓷器株式会社
- 沈阳市搪瓷厂 ：建于1936年，原名 满洲珐琅合资会社
- 大连搪瓷工业总厂 ：原名大成珐琅厂
- 沈阳玻璃制瓶厂：建于 1936 年原名满洲麦酒株式会社制坛厂
- 大连玻璃制品厂 ：建于1917年，原名 南满硝子株式会社
- 沈阳灯泡厂：建于 1937 年，原名东京芝浦电器株式会社奉天工场
- 沈阳油脂化工厂：建于 1938年，原名 满洲油脂株式会社奉天油脂加工厂
- 沈阳皮鞋一厂 ：建于1919 年，原名奉天陆军被服总厂
- 营口制桶厂：建于 1903 年，原名亚细亚火油公司营口油栈
- 大连制笔工业总厂：建于 1936年，原名 东亚股份有限公司
- 辽阳麻纺织厂：建于 1938
- 丹东丝绸二厂：建于 1928年，原名 安东市义泰祥丝绸厂
- 丹东绢绸厂 ：建于1917 年，原名安腾洋行
- 沈阳毛巾厂 ：建于1935 年，原名恭泰莫大小股份